# Maloa
Der Maloa (Mota Maloa, Ribeira Maloa) ist ein zumeist trockener Fluss in der osttimoresischen Gemeinde Dili.
In der Regenzeit von Ende November bis April entspringt er im Suco Dare und fließt nach Norden ab. Hier folgt er dem nördlichen Teil der Grenze zwischen den Verwaltungsämtern Dom Aleixo und Vera Cruz, bis er schließlich in die Straße von Ombai mündet.
Nach dem Fluss ist die Aldeia Ribeira Maloa im Suco Bairro Pite (Verwaltungsamt Dom Aleixo) benannt. An der Avenida de Portugal, die bei der Mündung mit einer Brücke den Maloa überquert, befindet sich das Restaurant Spongebob, weswegen der Fluss im Volksmund auch Ribeira do Spongebob genannt wird.

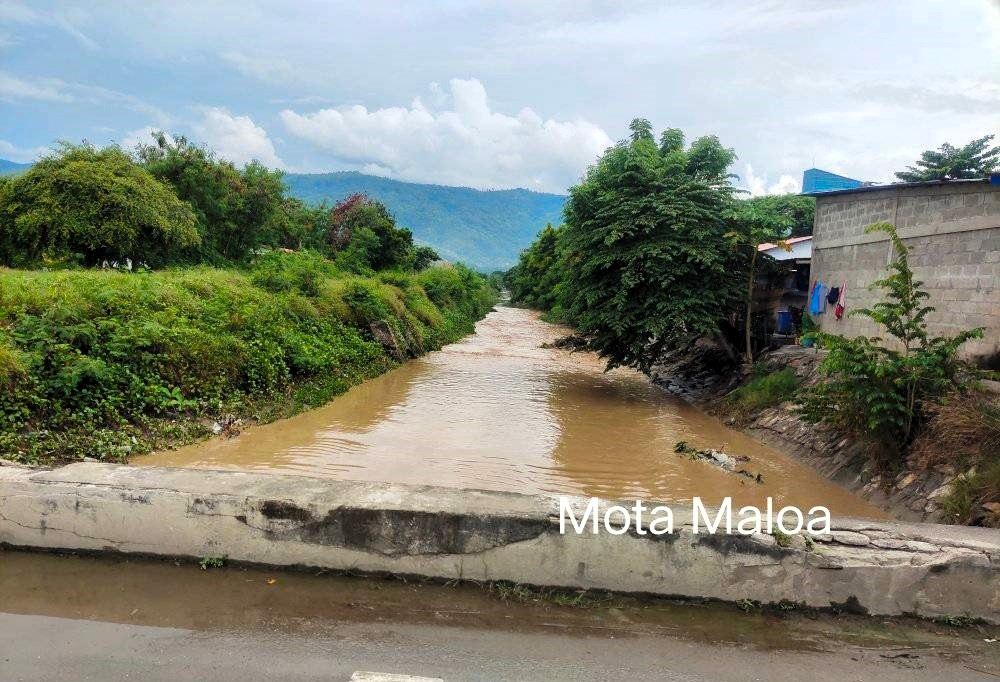
Der Maloa im Oberlauf (April 2023)
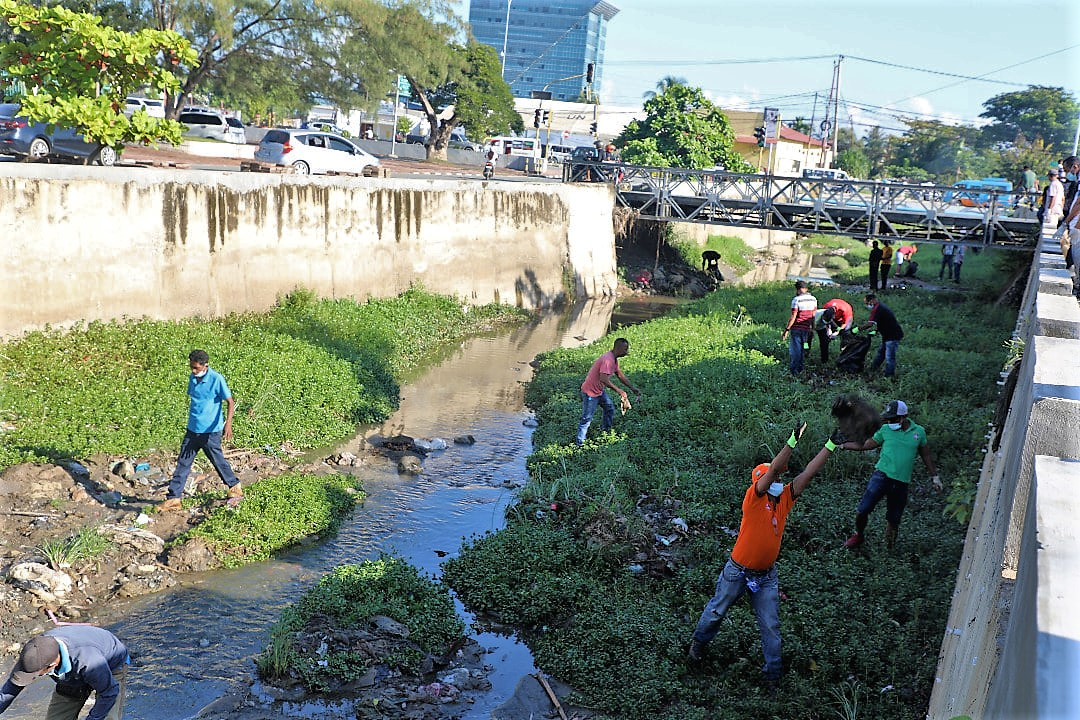
Reinigungsarbeiten im Maloa, südlich des Finanzministeriums (Februar 2022)
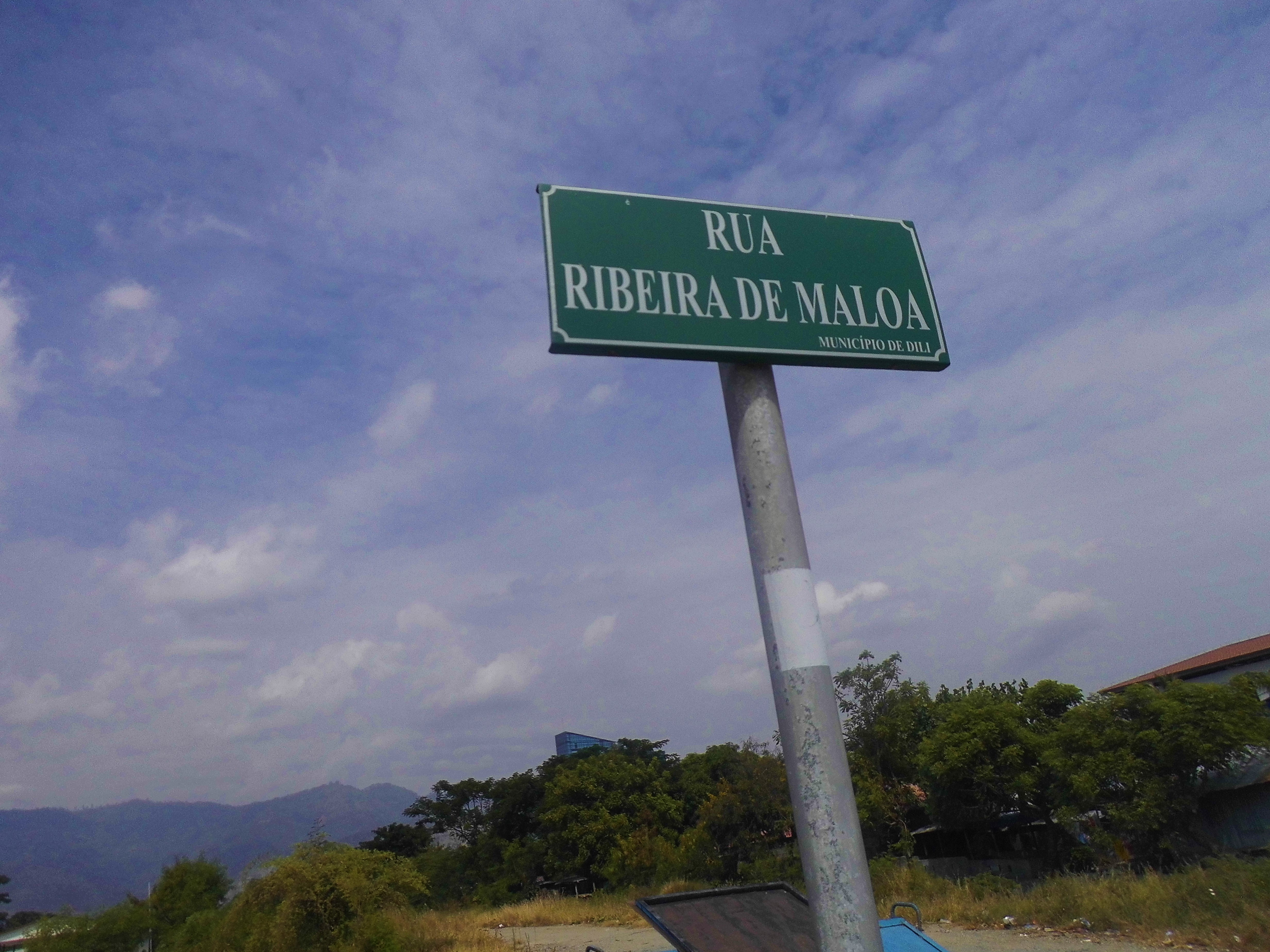
Die Straße am Flüsschen Maloa in Kampung Alor

## Geschichte

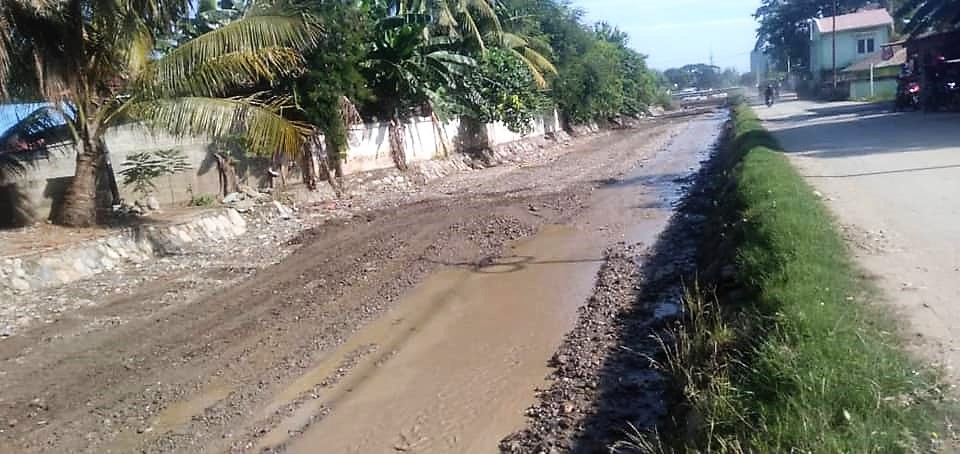
Flussbett des Maloa in Matua, vier Tage nach der Flut von 2021

Im März 2020 kam es in Dili zu schweren Überschwemmungen, die auch durch den Maloa ausgelöst wurden. In noch schwrem Maße wiederholte sich das am 4. April 2021, als alle Flüsse Dilis über die Ufer traten und große Teile der Stadt überschwemmten. Es war die größte Katastrophe im Land seit 40 Jahren.